# 今村理恵
今村 理恵（いまむら りえ、1978年7月25日 - ）は、日本の女優。神奈川県出身。身長153cm。血液型O型。

## 来歴
活動開始後、1996年公開の映画『洗礼』で銀幕デビューを果たすとともに主演女優に抜擢された。また同作品公開前後の時期には、今村個人のイメージビデオや写真集がリリースされたり、フジテレビ『TK MUSIC CLAMP』の歌企画やMONDO21『グラビアの美少女』のグラビア企画にも参加したりと、女優業と並行してのアイドル活動が展開された。
それから4年後に公開された映画『月』でもヒロインを演じるとともに、ヌードシーンにも挑戦した。

## 出演

### CM
- PENTAX[2]
- カルビー ア・ラ・ポテト[2]
- JR東日本/伊豆急行 リゾート21[2]
- ロッテ チョコパイアイス[2]
- 駿台予備校（1996年）[1]
- ゼブラ シャーボ
- 日総工産
- J-PHONE中国

### テレビドラマ
- ハートにS X'Masスペシャル 第2夜「初恋時計」（1994年、フジテレビ）
- ハートにS 第3回「想いを込めた花束」（1995年、フジテレビ）
- 土曜ワイド劇場 同居人カップルの殺人推理旅行 4「嘘をつく女」（1996年、テレビ朝日） - 奥田広美 役
- エコエコアザラク（1997年、テレビ東京） - 黒井アンリ 役
- ウルトラマンダイナ 第18話（1998年、TBS） - ホンジョウ・エリカ 役
- 月曜ドラマスペシャル 山田洋次ドラマ特別企画 サスペンス喜劇 瓜二つ（2002年、北海道放送）[4]
- 水曜プレミア ドラマ特別企画 つぐない（2004年、TBS） - 高津沙織 役

### 映画
- 洗礼（1996年、監督：吉原健一） - 主演・若草さくら 役
- 修羅之介斬魔劍 妖魔伝説（1996年、監督：津島勝） - 真夕 役
- もう、ひとりじゃない（1998年、監督：じんのひろあき）
- 月（2000年、監督：君塚匠） - 立花夏海 役

### オリジナルビデオ
- XX（ダブルエックス） しなやかな美獣（1997年、監督：斎藤信幸）
- 狙われたアイドル 実録ストーカー（1997年、監督：伊藤裕影）
- 皆殺しの天使 ビデオの中に悪魔がいる（1997年、監督：長澤雅彦）
- 極道戦国志 不動 2（1997年、監督：福岡芳穂）
- Y氏の隣人 第2話「満願人生」（1997年、監督：大井利夫） - 原木陽子 役
- 極道戦国志 不動 3（1997年製作/1998年公開、監督：福岡芳穂）

## 作品

### 写真集
- KIKIIPPATSU!（1995年、ぶんか社、ISBN 4-8211-2070-4） - 小林愛、川崎愛との共作。
- にっぽんの美少女 今村理恵写真集 理恵（1996年、朝日出版社、ISBN 4-255-96045-3）

### イメージビデオ
- Pico 美少女ファイル 16 今村理恵 見つめてあげる（1996年、芳友メディアプロデュース、ISBN 4-89392-213-0）
- ファイナル・ビューティー 今村理恵（1996年、竹書房、ISBN 4-8124-0163-1）